# Grotte de Las Monedas
La grotte de Las Monedas est une grotte située sur le territoire de la commune de Puente Viesgo (Cantabrie, Espagne). Elle est une des grottes du Monte Castillo qui abritent des peintures rupestres,.
La grotte est inscrite sur la liste du patrimoine mondial de l'UNESCO depuis 1985, au sein du groupe Grotte d'Altamira et art rupestre paléolithique du Nord de l'Espagne depuis 2008. Elle est protégée comme Bien d'intérêt culturel depuis 1978 (RI-51-0010522).

## Localisation et découverte
Elle fait partie du complexe de grottes du Monte Castillo. Elle a été découverte en 1952 par Isidoro Blanco. Il s'agit d'une cavité avec un petit vestibule qui donne accès à un grand réseau de salles dans lesquelles se trouvent des stalagmites, des stalactites, des anthodites et d'autres formations typiques des grottes.

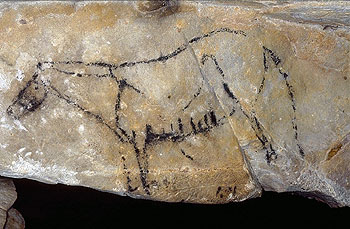
Gravure de cheval.

L'étude la plus importante sur Las Monedas a été réalisée par Eduardo Ripoll Perelló (es), qui a publié en 1972 une étude dans laquelle il rapportait l'apparition de matériaux de l'âge du bronze et de l'âge du fer, ainsi que de quelques vestiges paléolithiques et de quelques pièces de monnaie qui avaient été cachées à l'époque des rois catholiques d'Espagne. De plus, il existe un grand nombre de peintures rupestres similaires à celles trouvées dans la région : peintures noires représentant des chevaux, des ours, des chèvres, etc.